# Jonas Holøs
Jonas Holøs (Sarpsborg, 27 agosto 1987) è un hockeista su ghiaccio norvegese.

## Carriera
Dal 2017 milita in NL con il HC Fribourg-Gottéron. In precedenza ha giocato in SEL con Färjestad BK (2008-2010, 2015-2017) e Växjö Lakers (2011-2013), in NHL con i Colorado Avalanche (2010-2011), in KHL con il Lokomotiv Yaroslavl (2013-2015), in AHL con i Lake Erie Monsters (2010-2011) e in GET con i Sparta Warriors (2003-2008).
Con la nazionale norvegese ha preso parte a tre edizioni dei Giochi olimpici invernali (2010, 2014 e 2018) e a numerose edizioni dei campionati mondiali.